# Afera zbożowa
Afera zbożowa – potoczna nazwa kilku transakcji zbożowych noszących charakter aferalny i będących przedmiotem śledztw w III RP.

## Taryfy celne w 1996
W 1996 roku w rezultacie nowelizacji taryf celnych przez okres tygodnia zgodnie z prawem nie obowiązywało cło na import zboża do Polski. Osoby wiedzące, że taki okres nastąpi w krótkim czasie jego obowiązywania importowały do Polski znaczne ilości zboża (szacowane na miliony ton), głównie z republik byłego ZSRR (np. Kazachstan). W kontekście tych transakcji w mediach wymieniany był Andrzej Kuna, Aleksander Żagiel, powiązani ze służbami specjalnymi PRL oraz Władimir Ałganow, pracownik wywiadu rosyjskiego.

## Zniknięcia zboża w 2003
W 2003 roku firma Prossob otrzymała od Agencji Rynku Rolnego zlecenie przechowania łącznie około 30 tysięcy ton zbóż (żyta, pszenicy, rzepaku) w charakterze rezerwy państwowej. Według zarzutów prokuratury właściciel firmy miał wykorzystać należące do ARR zboże jako zabezpieczenie dla swoich kredytów w BGŻ (12 mln zł) i jeszcze jednym banku komercyjnym (5 mln zł). Straty ze strony ARR wyniosły około 15 mln zł wartości zboża należącego do ARR. W tym samym roku zniknęło około 12 tys. ton zboża z magazynów firmy należącej do posła Ryszarda Bondy, a także czterech innych magazynów na północy Polski. W sprawach tych toczy się łącznie siedem postępowań prokuratorskich. Zniknięciu tak znacznych ilości zboża z rynku przypisywano podwyżki cen chleba w tym okresie.